# نبات زهرة الجرس
زهرة الجرس هو نبات عشبي محول له أزهار ينتشر في فصل الربيع، بألوان منها الأزرق والبنفسجي والأبيض والوردي، ويبلغ ارتفاعه 60 - 80 سم ويفترش بنسبة 50 سم، أوراقه متبادلة خضراء وغالبا ما تختلف في الشكل وأوراقه تكون كبيرة عند الأسفل وأصغر واضيق في الأعلى كما ان بعض الأوراق قد تكون مسننة الحواف ، وينمو في الأماكن ذات الظل الخفيف لأنه يتأثر سلبًا ان تم وضعه تحت اشعة الشمس لكونه حساس للحر الشديد، كما أنه يروى باعتدال خلال موسم النمو ويسمد كل شهر بالسماد المتعادل وتنمو بشكل رئيسي في المناطق الشمالية المعتدلة ومناطق البحر الأبيض المتوسط والجبال الإستوائية

## التسمية
سميت زهرة الجرس بهذا الاسم لأن شكلها يشبه الجرس ويُطلق عليها اسم "الزهرة الزجاجية" لأن زهرتها تُشبه كأس الشرب، وهي تُستخدم كثيرًا كمنظر جمالي في المنازل لجاذبيتها.

## فوائده

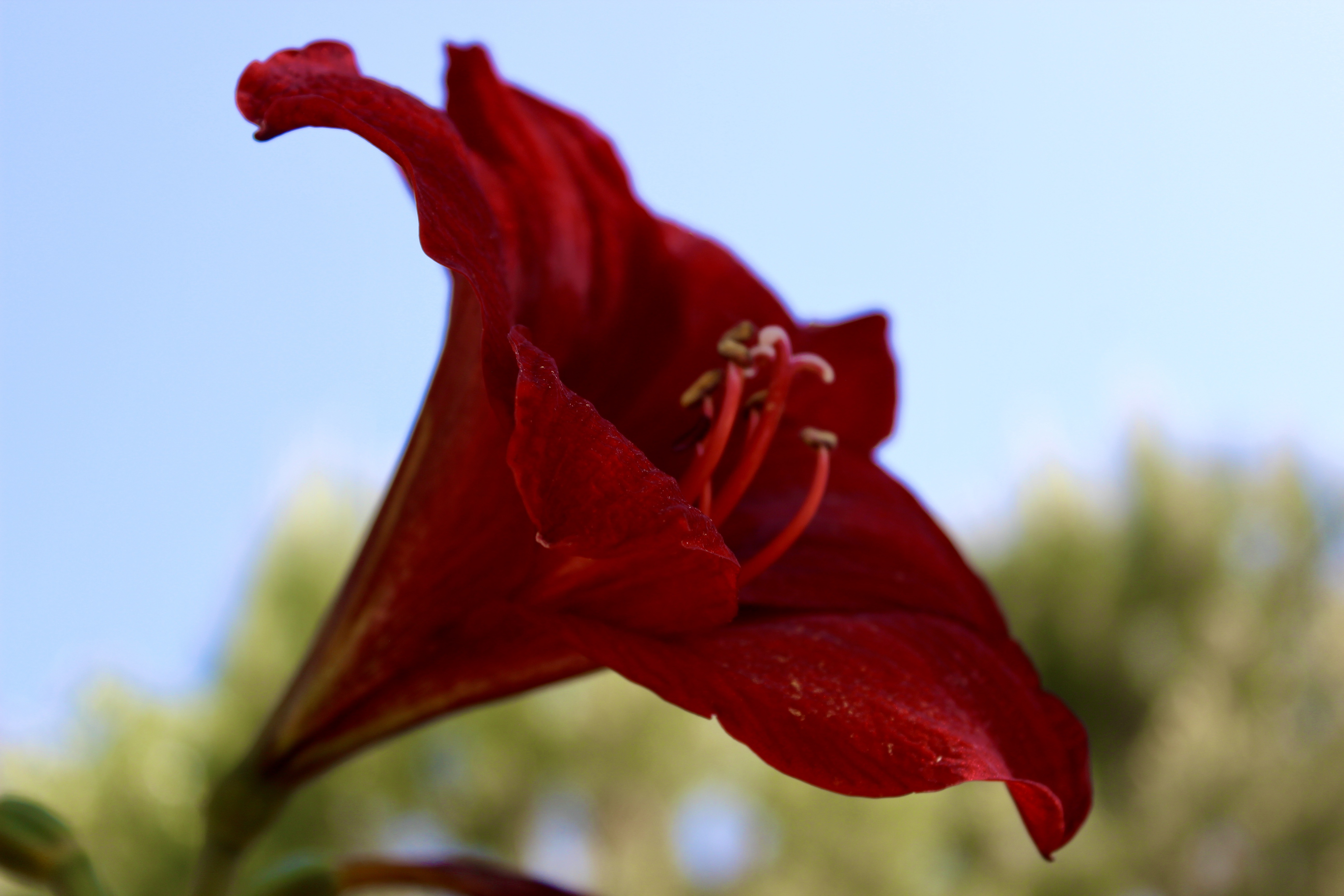
زهرة الجرس

- تزرع للزينة في المنازل و الحدائق.
- تستخدم لتنسيق الحدائق.
- تستخدم في المجال الطبي التقليدي.
- تستخرج منها عدة زيوت عطرية.[4]